# Constituição do Estado de São Paulo de 1947

A Constituição do Estado de São Paulo de 1947 foi a Lei Estadual Maior feita pelo processo legislativo estadual para reger, sob os preceitos da Constituição brasileira de 1945, o Estado de São Paulo.

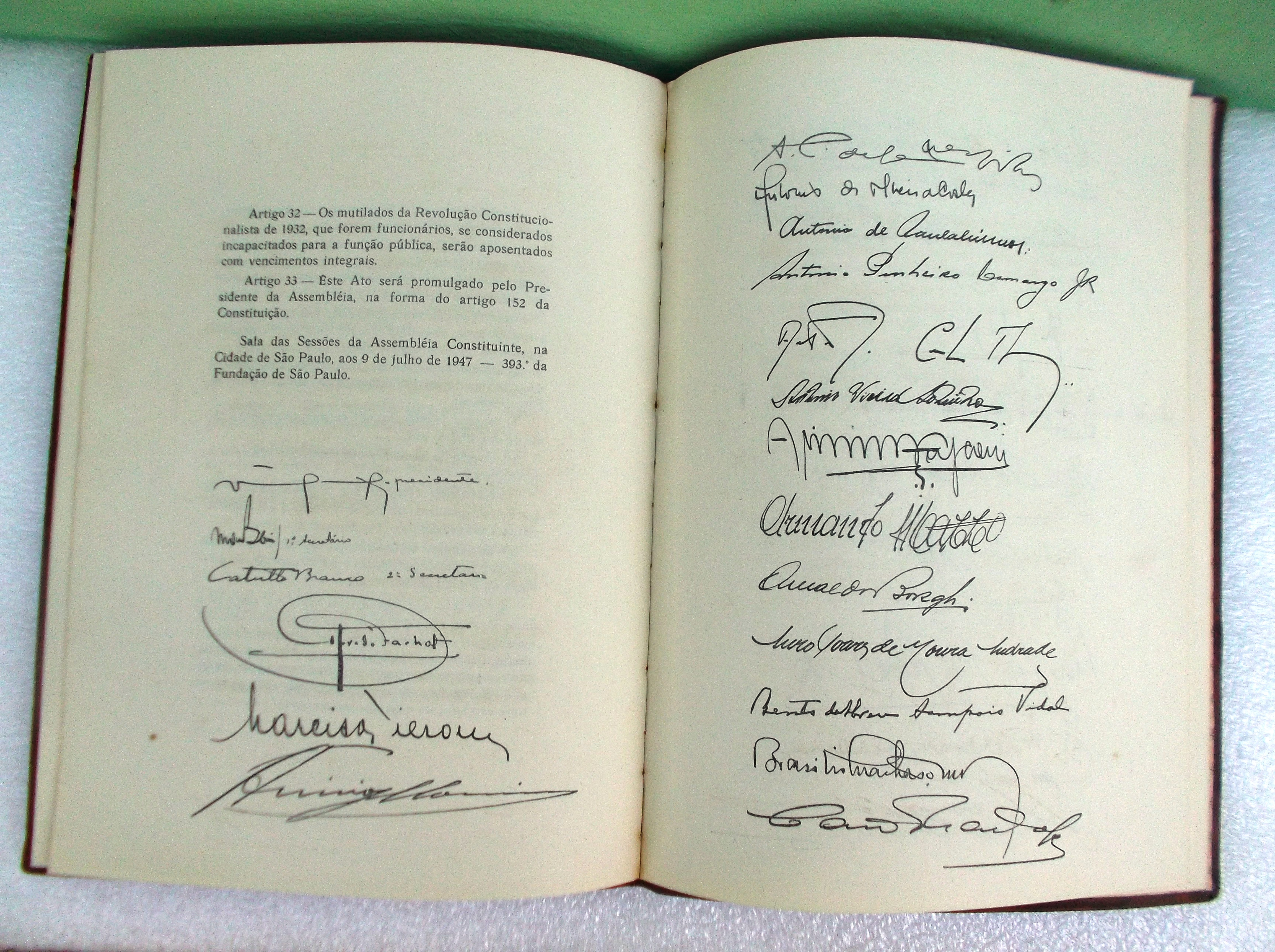
Página com assinaturas dos constituintes de 1947.

## Preâmbulo
| “ | O Povo Paulista, invocando a proteção de Deus, e inspirado nos princípios da democracia e pelo ideal de a todos assegurar bem-estar,social e econômico, decreta e promulga, por seus representantes, a CONSTITUIÇÃO DO ESTADO DE SÃO PAULO. | ” |

## Corpo
O corpo ou texto da referida Constituição compunha-se de uma literatura com 152 artigos e as Disposições Transitórias possuem mais 33 artigos.

## Deputados Constituintes

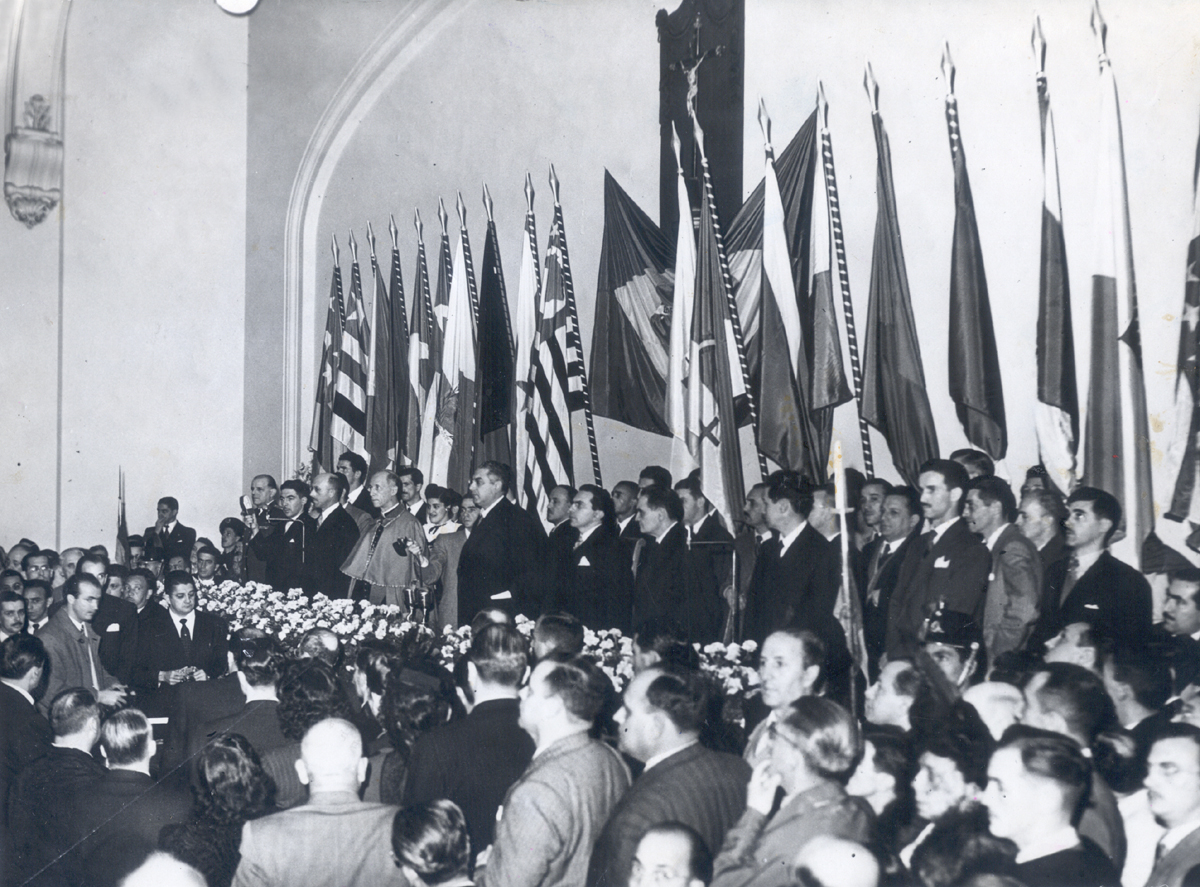
A mesa que presidiu as solenidades de promulgação da Constituição de 1947.

O exemplar oficial impresso pela Imprensa do estado não elenca os nomes dos membros da Assembleia Estadual Constituinte do Estado de São Paulo de 1947 e sim as assinaturas dos mesmos. A relação dos deputados constituintes, obtida no portal da Assembleia Legislativa do Estado de São Paulo, é a seguinte:
1. Valentim Gentil - Presidente
2. Mario Beni - 1.º Secretário
3. Catullo Branco - 2.º Secretário
4. Alfredo Farhat
5. Amadeu Narciso Pieroni
6. Anisio José Moreira
7. Antonio Carlos de Sales Filho
8. Antonio de Oliveira Costa
9. Antonio de Paula Leite Neto
10. Antonio Pinheiro Camargo Junior
11. Antonio Sylvio da Cunha Bueno
12. Antonio Vieira Sobrinho
13. Arimondi Falconi
14. Armando Mazzo
15. Arnaldo Borghi
16. Auro Soares de Moura Andrade
17. Bento de Abreu Sampaio Vidal
18. Brasilio Machado Neto
19. Caio Prado Junior
20. Clovis de Oliveira Neto
21. Décio de Queiroz Telles
22. Diogenes Ribeiro de Lima
23. Epaminondas Ferreira Lobo
24. Ernesto Pereira Lopes
25. Estocel de Moraes
26. Euclydes de Castro Carvalho
27. Francisco Alvares Florence
28. Francisco Carlos de Castro Neves
29. Gabriel Migliori
30. Henrique Ricchetti
31. Padre João Baptista de Carvalho
32. João Bravo Caldeira
33. João Sanches Segura
34. João Taibo Cadorniga
35. Joaquim de Castro Tibiriçá
36. José Alves Cunha Lima
37. José Arthur Motta Bicudo
38. José Diogo Bastos
39. José Loureiro Junior
40. José Milliet Filho
41. José Oliveira Mathias
42. José Porphyrio da Paz
43. José Romeiro Pereira
44. Joviano Alvim
45. Juvenal Lino de Mattos
46. Juvenal Sayon
47. Leonidas Camarinha
48. Lincoln Feliciano da Silva
49. Lourival Costa Villar
50. Luiz Augusto de Mattos
51. Luiz Liarte
52. Luiz Vitorio Cruz Martins
53. Manuel de Nóbrega
54. Maria Conceição Neves Santamaria
55. Mario Eugenio
56. Martinho Di Ciero
57. Mautilio Muraro
58. Miguel Petrilli
59. Milton Caires de Brito
60. Nelson Fernandes
61. Osny Silveira
62. Procopio Ribeiro dos Santos
63. Roque Trevisan
64. Rubens do Amaral
65. Salomão Jorge
66. Salvador de Toledo Artigas
67. Sebastião Carneiro da Silva
68. Sylvestre Ferraz Egreja
69. Sylvio de Lima Gonçalves Pereira
70. Sylvio Luciano de Campos
71. Solon Varginha
72. Ulysses Silveira Guimarães
73. Valentim Amaral
74. Vicente de Paula Lima
75. Waldy Rodrigues Corrêa